# HUB (プロレスラー)
HUB（ハブ、1978年8月7日 - ）は、ハブをモチーフにした日本の覆面レスラー。本名：木川 勇人（きがわ ゆうと）。

## 経歴

### スペル・デメキン
1998年、みちのくプロレスに入門。
1999年1月17日、デビュー前に、みちのくプロレスを退団。
3月2日、CMLL JAPAN石川県産業展示館2号館大会でスペル・デメキンとしてスペル・デルフィン、ツバサとタッグを組んで対星川尚浩&薬師寺正人&瀬野優組戦でデビュー。
4月、大阪プロレスに入団してデルフィンの弟という設定になる。
2003年2月、メキシコ武者修行に行く。
11月、日本に一時帰国して、みちのくプロレスに参戦。

### ゴア
2003年2月、突如登場してルード軍「岸和田愚連隊」に所属する。若手特攻隊長の役割を担う。初期はドクロのマスクに黒い迷彩模様の野戦用軍服という出で立ちであったが、年末頃より、マスクを大きく変更して鬼面のような顔とデメキン時代を思わせるようなヒレを左右に配したデザインになる。
2004年2月、SUPER J-CUPに出場するが1回戦敗退（対戦相手はガルーダ）。
2005年1月、内部抗争により、岸和田愚連隊を追放される。同月、正体がスペル・デメキンであることを明かしてベビーフェイスに再転身。
2月、沖縄で徳山昌守の下でトレーニングを積む。

### スーパードルフィン
かつてギミック上の兄であるデルフィンの命名によりスーパードルフィンとなる。
2005年2月、大阪府立体育会館大会にてスーパードルフィンとして登場。大阪プロレス選手権試合でビッグボス"MA-G-MA"に勝利し第10代王者となる。4月、9月、10月と3度の防衛に成功している。
2006年2月、負傷を押して出場した大阪プロレス選手権試合にてスペル・デルフィンに敗れ王座から陥落する。左膝前十字靭帯断裂の為、長期欠場に入る。
2007年2月、グランキューブ大阪大会にてアジアン・クーガーを相手に復帰戦を行う。
4月、突如、ルードターン。GAINAからバッドフォース入隊の勧誘を受ける。
4月28日、メインイベント終了後の乱闘にゴアのマスクを被って参加。バッドフォース入りを宣言し、大阪プロレス旗揚げ8周年記念大会での新キャラクターでの登場を予告。

### ゼロ
2007年4月29日、予告通り新たなキャラクター「ゼロ」として登場。コスチュームもかつてのゴアを彷彿とさせるものに一新する。ゴア時代の黒＋黄色、黒＋赤のカラーリングに対してゼロは黒＋緑となっている。このカラーリングはバッドフォースの軍団色となり、他のバッドフォースのレスラーも、これに倣いコスチュームの色を変更している。
12月、GAINAと共に大阪プロレスタッグ王座を奪取。
2008年、沖縄プロレスの旗揚げに参加する為にバッドフォースを解散。沖縄プロレス旗揚げ後も、大阪プロレスにはゼロとして参戦することがあったが、10月26日に大阪プロレスタッグ王座を失陥してからは、大阪プロレスへの参戦もなくゼロのリングネームも使用しなくなった。

### 怪人ハブ男
2008年、沖縄プロレス旗揚げに参加。沖縄プロレスでは怪人ハブ男として活動する。
2009年6月24日、MWF旗揚げ戦で行われたMWF世界タッグ王座決定戦で、シーサー王と組んで、スペル・デルフィン&マグニチュード岸和田から勝利。
7月5日、初代沖縄プロレス王座決定トーナメントに優勝して沖縄プロレス王座を戴冠。
2010年5月、沖縄プロレス王座を返上して第2代沖縄プロレス王座決定トーナメントの開催を宣言。トーナメントは準決勝で敗れてしまい2年連続での優勝はならなかった。
9月8日、菅原拓也と組んでNWAインターナショナルライトタッグ王座を奪取。
9月、ZERO1の天下一Jr.に出場して初出場ながら準優勝を飾った。その決勝戦中に首を負傷してしまい欠場。10月29日に復帰。
2011年7月30日に沖縄プロレス王座を奪取するが、8月にはNWAインターナショナルライトタッグ王座、MWF世界タッグ王座を相次いで失陥した。
2012年8月、「沖縄プロレス」が本土へ移動。興行団体となったため退団。
みちのくプロレス「ふく面ワールドリーグ戦」に初出場。準決勝にて獣神サンダー・ライガーに敗退している。
9月12日、ZERO1の天下一Jr.に出場。

### HUB
2012年9月、フリーとしてDRAGON GATE参戦。帰ってきたベテラン軍に加入してリングネームをHUB（ハブ）と改名を発表。改名後、沖縄プロレス在籍時に参戦発表していた上記の「みちのく」と「ZERO1」は怪人ハブ男のままで参戦。
2013年からはDRAGON GATEや大日本プロレスやWRESTLE-1やZERO1や道頓堀プロレスといろんな団体に参戦をしている。さらに、ZERO1の天下一jrでも優勝してインターナショナルジュニアヘビー級王座とNWA世界ジュニアヘビー級王座を奪取。なお、WRESTLE-1のみでは東京愚連隊と共に行動している。
HUB主催の自主興行「毒人」ではビリーケン・キッドに勝利するも、2回目の自主興行ではライバル日高郁人に敗北。
2015年は大日本プロレスや東京愚連隊の自主興行や道頓堀プロレスに参戦中で大阪を拠点に活動。しかし、ZERO1でジュニア二冠王座はジェイソン・リー (プロレスラー)に敗れ陥落。道頓堀プロレスには定期参戦中でヲロチと結託している。

## 得意技
技のキレが鋭く、瞬発力をいかしたスピーディーな試合運びが特徴。

### フィニッシュ・ホールド
猛毒波布空爆（旧：魔界一のスプラッシュ、世界一のスプラッシュ、フィッシャーマンズスプラッシュ）
スペル・デメキンの時代から使い続けているフィニッシャー。スピード、滞空時間、フォームの美しさに加え、相手をプレスした後に自分自身がバウンドしてしまうほどの威力がある。
バイパーストライク
2014年から使用し始めてる盟友であるビリーケン・キッドのベルディゴの改良技。HUBの場合抱え上げるモーションはビリーと同じであるが相手を右肩に抱え顔面から右サイドに落とす形で使用している。
バイパーデスロック
亜留魔下首領
スチュハートスペシャルと同型。
相手をカナディアンバックブリーカーの体勢から相手の首を両手で鷲掴み、そのまま下方へ引っ張った勢いで相手を360°回転させて両手を相手の胴体に持ち替えて開脚ジャンプ。両脚の間に背中からマットに叩きつける。開脚式ボムでマットに叩き付ける。
大蛇怒雷婆
タイガードライバーと同型。
蛇苦波布
ジャックハマーと同型。軽くジャンプしてから高速で丸め込む用に投げる。技に入る前に「オーケー、ジャック・ハマー」と言っている。
上叩蛇落
アバランチDVDと同型。
蛇剣神滝（旧：カオスブレイク）
相手の足を4の字のように交差させ、サイドへ落とす変形デスバレーボム。
因果応報（旧：バベル）
デメキンバスターで抱えあげた相手を両肩に乗せ、相手の下半身を下から押し上げて、空中の相手の後頭部を左手を押さえつけながら尻もちをつき、相手の顔面をマットに叩きつける。
蛇縛魔洞（旧：リミッターショック）
ゴリースペシャルの状態から尻餅をつき、背骨にダメージを与える技。ゴア時代のフィニッシュ・ホールドだったが、自身の腰にも負担がかかるためかスーパー・ドルフィンの時代は封印していた。
波布蛇箱（旧：エゴパッケージ）
相手の正面から、片腕・片足を取って背後に倒れながら、その勢いで相手を前転させて仰向けに倒しそこからクラッチは、離さずに前方回転で相手の上に覆い被さりブリッジで、固めたままフォールを奪う。ゼロの得意技で、トルネードクラッチにも良く似た丸め込み技。

### その他
ドルフィンマジック
相手の頭を肩に担ぐようにホールドし、そのままロープを駆け上がって後方回転。その勢いで相手の後頭部をマットに叩きつける。
蛇苦ナイフパッケージホールド
閃光毒牙
やや高度は低めだが素早いモーションで繰り出す。
とぐろ巻き式ラリアット（旧：蛇腕潰沈）
右腕にマスクの後ろにある、しっぽを巻きつけてから放つラリアット。しっぽはマスクの一部であるため、攻撃が認められている。
しっぽ攻撃
マスクの後ろにある、しっぽを鞭のように相手の体に叩きつける。しっぽはマスクの一部であるため、攻撃が認められている。
怪人エビ固め
怪人クレイドル
ゼロドライバー（旧：ドルフィンドライバー）
スティグマータ
アトミックドロップの体勢で抱え上げた相手の両足をコーナーセカンドロープに乗せ、自分はセカンドロープに登ってブレーンバスターの体勢で相手を持ち上げて、相手の顔面をコーナーマットに叩きつける。
リミッターデスドロップ
両手のクラッチを切って叩きつけるゴリーボム。
WR
前かがみになった相手の首の後ろに右腕を回して頭を抱え込み、自分の右足で相手の右足を後ろから刈り取り、360°前方回転するようにジャンプして背中からマットに倒れこんで、相手をうつ伏せにひっくり返して後頭部をマットに叩きつける。
WRリミテッド
向かい合った相手の両腕を交差させ、前かがみにした相手の背中に腕を回して胴を抱え込む。続けて相手の右足を刈り取ると同時に、前方一回転するようにマットに倒れこんで相手の後頭部をマットに叩きつける。
スイングDDT改
セルフサービス剣山
デス・バイ・ロデリックと同型。
串刺し
インビジブル
向かい合った相手の右腕を左手でつかみ、相手の右ももを右手で抱える。相手の右足の下に自分の頭を差し込んで上半身を起こしてからマットに倒れこみ、上下逆さまになった相手の後頭部をマットに叩きつける。
マックスペイン
相手をファイヤーマンズ・キャリーの体勢に肩に担ぎ上げ、その状態から相手をスライドさせながら横に顔面を叩きつける。
デメキンバスター
クロスレッグフィッシャーマンズバスターと同型。スペル・デメキンの時代に使用していた。
ペディグリー
アンクルホールド
立った状態へ移行するスタンディングタイプを主に使用している。相手の一瞬の隙をつき形勢逆転にして使用する事が多い。技の入りがとても早い。
フィギュア・フォー・レッグロック

## 入場曲
- 猛毒波布空爆

## タイトル歴
大阪プロレス
- 大阪プロレス王座
- 大阪プロレスタッグ王座
- 天王山優勝
- 大阪タッグフェスティバル優勝
- 上方プロレス新人大賞優勝

沖縄プロレス
- 沖縄プロレス王座
- チューバートーナメント優勝
- MWF世界タッグ王座

プロレスリングZERO1
- NWA世界&インターナショナルジュニアヘビー級王座
- NWAインターナショナルライトタッグ王座
- 天下一Jr.優勝

DRAGON GATE
- オープン・ザ・トライアングルゲート王座

東京愚連隊
- 東京インターコンチネンタルタッグ王座

道頓堀プロレス
- WDWタッグ王座

九州プロレス
- 九州プロレスタッグ王座
- 博多華味鳥杯1DAYタッグトーナメント優勝
- グローカル・タッグトーナメント優勝

VKFプロレス
- VKF KING of WRESTLE NANIWA王座

天龍プロジェクト
- インターナショナルジュニアヘビー級王座

大日本プロレス
- UWA世界タッグ王座